# Mitrofan (Abramow)
Mitrofan, imię świeckie Nikołaj Iwanowicz Abramow (ur. 1876 w Starej Miełowej, zm. 1944 w Belgradzie) – rosyjski biskup prawosławny.

## Życiorys
Ukończył Kazańską Akademię Duchowną, po czym został skierowany do pracy w seminarium duchownym w Orle (1902). W 1904 został głównym misjonarzem eparchii wołyńskiej. Trzy lata później złożył wieczyste śluby mnisze, przyjmując imię zakonne Mitrofan, po czym został wyświęcony na hieromnicha. Trzy lata później otrzymał godność archimandryty. W 1915 został misjonarzem eparchialnym eparchii charkowskiej.
5 czerwca 1916 został wyświęcony na biskupa sumskiego, wikariusza eparchii charkowskiej. Jego chirotonii przewodniczył ordynariusz tejże eparchii arcybiskup Antoni. W czasie wojny domowej w Rosji udał się na tereny zajęte przez białych i działał w tymczasowym wyższym zarządzie cerkiewnym na południowym wschodzie Rosji. Razem z jego pozostałymi członkami emigrował z Rosji po klęsce wojsk gen. Wrangla na Krymie. W listopadzie 1920, natychmiast po ewakuacji, utworzyli Wyższy zarząd cerkiewny poza granicami Rosji, który został następnie przekształcony w Rosyjski Kościół Prawosławny poza granicami Rosji. Biskup Mitrofan wziął udział w jego pierwszym soborze, następnie jednak przeszedł w jurysdykcję Serbskiego Kościoła Prawosławnego i służył w podległych mu świątyniach. Był dyrektorem szkoły przy monasterze Visoki Dečani, który musiał opuścić w 1941, po klęsce Jugosławii w wojnie z Niemcami. Wyjechał do Belgradu. Tam złożył śluby mnisze wielkiej schimy, przyjmując imię Makary. Wkrótce potem zmarł.